# Ненасичені жири
Ненасичені жири — це жири або жирні кислоти, в яких є принаймні один подвійний зв'язок у ланцюзі жирної кислоти.
Жирна кислота є мононенасиченою, якщо її ланцюг містить один подвійний зв'язок, і поліненасиченою, якщо він містить більше одного подвійного зв'язку.
Подвійні зв'язки утворюються на вуглецевому ланцюгу шляхом відщеплення двох атомів водню від сусідніх атомів карбону. Таким чином, у насичених жирах, у яких немає подвійних зв'язків, міститься максимальна кількість воднів приєднаних до атомів карбону, які є «насиченими» атомами водню. У клітинному метаболізмі, молекули ненасичених жирів містять менше енергії (тобто, менше калорій), ніж еквівалентна кількість насичених жирів. Чим більша ступінь ненасиченості жирної кислоти (тобто, чим більше подвійних зв'язків у жирних кислотах) тим більш вразлива молекула до пероксидного окислення (згіркнення). Антиоксиданти можуть захищати ненасичені жири від перексидного окислення.

## Хімія і харчування

Кількість жирів у окремих продуктах

Подвійні зв'язки можуть формувати цис- або транс- ізомери, в залежності від геометрії подвійного зв'язку. У цис- ізомерах, атоми водню знаходяться по одну сторону відносно подвійний зв'язку, тоді як в транс- ізомерах, вони знаходяться навпроти відносно подвійного зв'язку (див. Транс-жири). Насичені жири є корисними для приготування їжі, тому що вони менш схильні до пригоркання і, як правило, у більшості тверді за кімнатної температури, у порівнянні з ненасиченими жирами. Жири з ненасиченими ланцюгами мають низьку температуру плавлення, отже, ці молекули збільшують плинність клітинних мембран.
Хоча мононенасичені як і поліненасичені жири можуть замінювати насичені жири в раціоні, але варто уникати транс-ізомерів ненасичених жирів. Заміна насичених жирів з ненасиченими жирами, допомагають знизити рівень загального холестерину і Ліпопротеїнів низької щільності в крові. Транс-ізомери ненасичених жирів є винятком, тому що стереохімія подвійного зв'язку схиляє вуглецевий ланцюг до формування лінійної конформації, яка відповідає жорсткій упаковці при утворенні бляшанки. Геометрія цис- подвійного зв'язку утворює вигин молекули, таким чином перешкоджає формуванню жорстких з'єднань. Природні джерела жирних кислот, багаті на цис-ізомери жирів[джерело?].
Хоча поліненасичені жири захищають проти серцевої аритмії, дослідження жінок після менопаузи, які вживали відносно мало жирів, показали, що поліненасичені жири позитивно впливають на прогресуючий коронарний атеросклероз, тоді як мононенасичені жири — ні. Це, ймовірно, свідчить про більшу уразливість поліненасичених жирів до перексидного окислення, проти яких вітамін Е показав захисні властивості.
Прикладами ненасичених жирних кислот є пальмітолеїнова, олеїнова, міристинова, лінолева і арахідонова кислоти. Продукти, які містять ненасичені жири: авокадо, горіхи, а також рослинні олії, такі як ріпакова і оливкова олії. М'ясні продукти містять насичені і ненасичені жири.
Хоча ненасичені жири умовно розглядаються, як корисніші, ніж насичені жири, Управління Продовольства і Медикаментів США  (FDA) рекомендують, щоб кількість ненасичених жирів не перевищувала 30 % від усіх калорій денної порції .[джерело?] Більшість продуктів містять ненасичені і насичені жири. Маркетологи рекламують тільки один або інший тип жирів, в залежності від того яких із них міститься більше у продукції. Таким чином, різні ненасичені жирні рослинні олії, такі як оливкова олія, також містять насичені жири.
У хімічному аналізі, жирні кислоти поділяються за допомогою газової хроматографії метилових ефірів; крім того, розділення ненасичених ізомерів можливо аргентуванням тонкошарової хроматографії.

## Роль харчових жирів у резистентності до інсуліну
Частота резистентності до інсуліну знижується з дієтами, які містять  більшу кількість мононенасичених жирів (особливо олеїнової кислоти), в той час як зворотне справедливо для дієти з високим вмістом поліненасичених жирів (особливо великої кількості арахідонової кислоти), а також насичених жирів (наприклад, арахінової кислоти). Ці співвідношення можуть бути зіставлені з фосфоліпідами людини в скелетних м'язах та інших тканинах. Цей зв'язок між дієтичними жирами та інсулінорезистентністю вважається вторинним взаємозв'язком інсулінорезистентності та запалення, який частково модулюється жирами співвідношенні (Омега-3/6/9) з Омега-3 і Омега-9, які, як вважається мають протизапальну і Омега-6, прозапальну (а також безліч інших біологічно активних компонентів, зокрема, поліфеноли, а також фізичні вправи, разом мають протизапальну дію). Хоча обидві дії: прозапальна і протизапальна види жирів є біологічно необхідними, співвідношення харчових жирів у більшості американських дієт мають перекіс у бік Омега-6 жирних кислот, з подальшим розгальмовуванням запалення і посилення інсулінорезистентності. Але це суперечить пізніші дослідження, в яких показано, що поліненасичені жири захищають від інсулінорезистентності.

## Мембранна композиція, як метаболічний стимулятор
Дослідження на клітинних мембранах ссавців і рептилій виявили, що клітинні мембрани ссавців мають у своєму складі більшу кількість поліненасичених жирних кислот (ДГК, Омега-3 жирні кислоти), ніж у рептилій. Дослідження жирнокислотного складу пташиних мембран відзначили схожі пропорції, як і для ссавців, але з меншою на третину кількістю Омега-3 жирних кислот порівняно до Омега-6 для даної площі тіла. Таке співвідношення жирних кислот призводить до більш рідкої клітинної мембрани, але і більш проникної для різних іонів (Н+ і Na+), в результаті чого на клітинні мембрани організм витрачає багато зусиль для догляду та підтримки. Такі зусилля на обслуговування, як стверджується, і є однією з ключових причин високого рівня метаболізму та супутньої теплокровності ссавців і птахів. Проте поліненасиченість  клітинних мембран також може відбуватися, як відповідь на хронічний холод. У рибах, які проживають у все холоднішому середовищі, у клітинних мембранах збільшується вміст як мононенасичених, так і поліненасичених жирних кислот, для підтримання більшої текучості (і функціональності) мембран при нижчих температурах.